# جوزفين ليندجرين كنوتسون
جوزفين ليندجرين كنوتسون (بالإنجليزية: Josefine Lindgren Knutsson؛ مواليد 16 يناير 1996) هي مُقاتلة فنون قتالية مختلطة سويدية.

## وصلات خارجية
- جوزفين ليندجرين كنوتسون على موقع شيردوغ (الإنجليزية)
- جوزفين ليندجرين كنوتسون على موقع Tapology.com (الإنجليزية)